# Émerson Leão
Émerson Leão (Ribeirão Preto, 11 de juliol de 1949) és un futbolista brasiler retirat de la dècada de 1970. Posteriorment exercí d'entrenador de futbol.
Jugava a la posició de porter. Fou campió del Món l'any 1970, però com a porter reserva de la selecció brasilera. També participà en les edicions de 1974 i 1978, aquest cop com a porter titular. A l'edició de 1978 fou el capità de l'equip. També arribà a participar en el Mundial de 1986, també com a porter reserva. Va jugar un total de 80 partits internacionals amb la selecció.
Pel que fa a clubs, a l'entitat on més anys passà fou al Palmeiras, on guanyà diversos títols, com la lliga del Brasil i el campionat paulista.
Es retirà l'any 1986 i el 1987 començà una llarga carrera d'entrenador, entrenant majoritàriament al Brasil i al Japó. Al seu primer any fou campió del Brasil amb l'Sport Recife. El 2002 tornà a ser campió del Brasil amb el Santos, i un any més tard fou finalista de la Copa Libertadores de América. El 2005 guanyà el campionat de São Paulo amb el São Paulo FC. Altres clubs dirigits foren Atletico Mineiro, Goiás o AD São Caetano.

## Palmarès
Com a jugador
- 1969 - Torneig Roberto Gomes Pedrosa i Trofeu Ramón de Carranza (Palmeiras)
- 1970 - Copa del Món de futbol a Mèxic (Brasil)
- 1972 - Campionat paulista i Campionat brasiler (Palmeiras)
- 1973 - Campionat brasiler (Palmeiras)
- 1974 - Campionat paulista i Trofeu Ramón de Carranza (Palmeiras)
- 1976 - Campionat paulista (Palmeiras)
- 1980 - Campionat gaúcho (Grêmio)
- 1981 - Campionat brasiler (Grêmio)
- 1983 - Campionat paulista (Corinthians)
- 1987 - Campionat brasiler (Sport Recife)

Com a entrenador
- 1987 - Campionat brasiler (Sport Recife)
- 1992 - Copa Kanagawa (Verdy Kawasaki)
- 1996 - Copa de l'Emperador (Verdy Kawasaki)
- 1997 - Copa Conmebol (Atlético Mineiro)
- 1998 - Copa Conmebol (Santos)
- 2000 - Campionat pernambucano (Sport Recife)
- 2002 - Campionat brasiler (Santos)
- 2005 - Campionat paulista (São Paulo)